# Jari Oosterwijk
Jari Oosterwijk (Lettele, 3 marzo 1995) è un ex calciatore olandese, di ruolo attaccante.

## Palmarès

### Club

#### Competizioni nazionali
- Eerste Divisie: 1

Twente: 2018-2019